# 危害行為
中国大陆對於犯罪論採行特有的「四要件理論」，當中危害行為是其要件之一。《中华人民共和国刑法》中的危害社会的行为，必须是受人的意志支配的有意识的行为。危害行为分为三种基本形式：作为（commission）、不作为（omission）以及持有（possession）。
1. ↑  . 中国法院网.   [2014-11-24]. （原始内容存档于2019-05-02）.
2. ↑  . 法制日报.   [2014-11-24]. （原始内容存档于2019-05-02）.